# Айгумов Айгум Ельдарович
Айгум Ельдаровіч Айгумов (нар. 22 січня 1937, с. Карабудахкент, Карабудахкентський район, Дагестан) — російський актор, театральний режисер, сценарист, публіцист. Народний артист Росії (1997). Директор Кумицька музично-драматичного театру ім. А.-П. Салаватова (1994—2017). Занесений до Переліку осіб, які створюють загрозу нацбезпеці України. Заборонено в'їзд в Україну.

## Життєпис
Айгум Айгумов народився 22 січня 1937 року в селі Карабудахкент, Дагестан.
У 1962 році закінчив Театральне училище імені Щукіна (педагог Б. Г. Кульнєв).
Працював актором Кумицького музично-драматичного театру ім. А.-П. Салаватова, художнім керівником Дагестанської державної філармонії, директором Республіканського російського драматичного театру ім. М. Горького, директором Кумицького театру.
З 1994 року Айгум Айгумов художній керівник Кумицького музично-драматичного театру ім. А.-П. Салаватова.

## Громадянська позиція
У березні 2014 році підписав заяву діячів культури на підтримку дій Путіна в Україні та Криму.